# Nogger

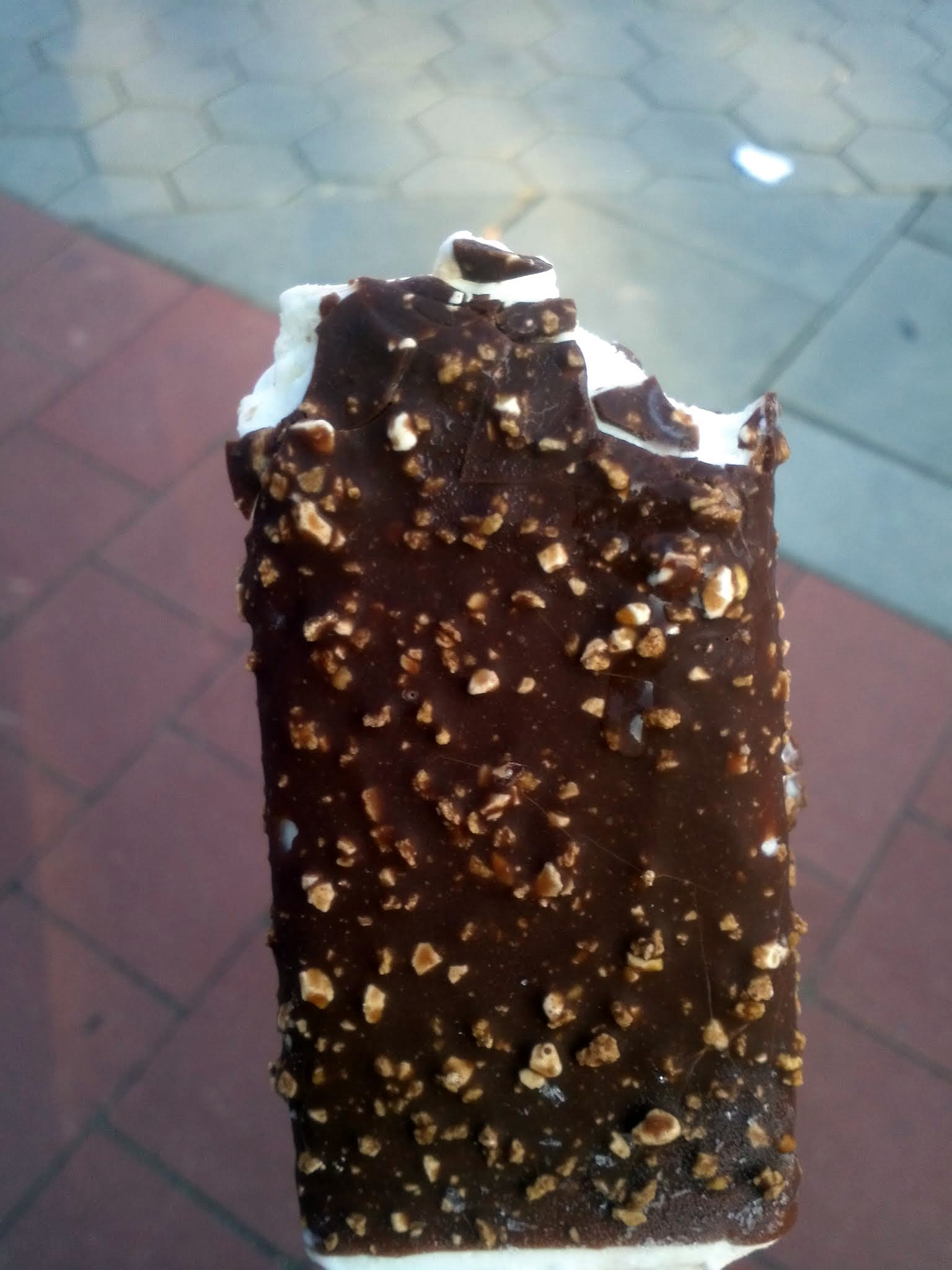
Nogger Mint

Nogger är en familj av glassar inom Unilevers glass-sortiment genom Europa. Den som säljs i Sverige är en glasspinne från GB Glace bestående av vaniljglass med fyllning och överdrag av nougat, varifrån den också fått sitt namn enligt tillverkaren. Namnet har också kritiserats för att vara en ordlek med det nedsättande skällsordet för svarta. Glassen lanserades i Sverige år 1978 genom en affischkampanj med rubriken "Glassgodisarna". Dock kom den första Nogger-glassen att lanseras redan 1964 i dåvarande Västtyskland. Till skillnad från den svenska varianten är glassen fylld med ett lager av chokladglass istället för nougat, men har då hasselnötshack på chokladöverdraget.
Nogger ingår i GB:s blandande 20-pack GB Klassiker.

## Historia och varianter
År 1986 gjordes ett försök att lansera en chokladvariant, kallad Nogger Choc i Tyskland, medan den i Sverige introducerades två år senare. Den utgick dock ur sortimentet efter två år i Sverige, men återlanserades i Tyskland 2008. och 2011 lanserades Nogger som GB Gräddglassmak i 0,5 literspaket.

### Nogger Black
År 2005 infördes i Sverige Nogger Black med lakritssmak, men drogs tillbaka inför 2007. Den såg ut som vanliga Nogger, men var svart med lite krisp i överdraget och fylld med lakritskräm.
I april 2005 menade organisationen Centrum mot rasism att GB:s reklamkampanj för Nogger Black var rasistisk. GB hade då startat en reklamkampanj där "Nogger" "Black" skrevs i graffittistil. En annan variant av reklamen förmedlade en bild med texten "Nogger + lakrits = sant" skrivet med vit krita på asfalt. Stig Wallin, ordförande för Centrum mot rasism, uttalade att han läste reklambudskapet som "Nigger + lakrits = sant". Den amerikanske journalisten Timothy Noah vid Slate Magazine menade att namnet var uttryck för race-baiting (användande av kränkande språk i syfte att piska upp ilska).

### Nogger Mint
År 2009 lanserades Nogger Mint.

## Nogger utanför Sverige
Utöver de glassar som nämnts i Tyskland så finns Noggervarianter i bland annat Tjeckien - där kan man nu hitta Nogger Toffi/Karamel och tidigare även Nogger Cherry och Nogger Double Choc. I Asien heter den Nogger Feast. Feast är f.ö. Noggers namn i bl.a. Storbritannien, men där har man en liknande glass som den tyska, med skillnaden att det är toffeefyllning i mitten istället för chokladglass. I Turkiet finns Nogger Sandwich där halva har choklad och andra halvan karamell.